# Eccoptocera foetorivorans
Eccoptocera foetorivorans là một loài bướm đêm thuộc họ Tortricidae. Nó là loài đặc hữu của Kauai, Oahu, Molokai, Maui, Lanai và Hawaii.
Ấu trùng ăn Cheirodendron, Metrosideros, Psidium guajava và Sysygium sandwicensis.